# 苏联的意大利战俘

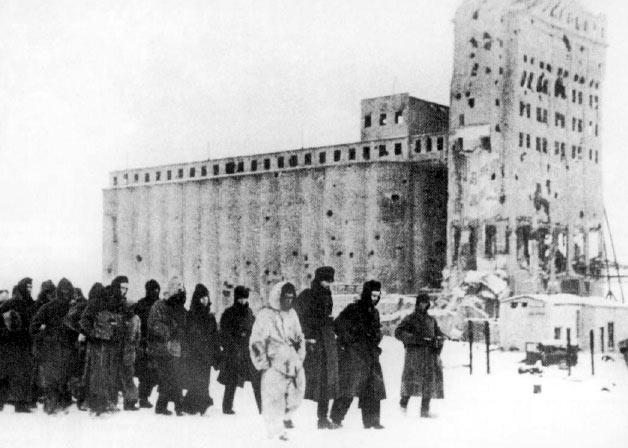
斯大林格勒的轴心国战俘

苏联的意大利战俘是指在第二次世界大戰中，被紅軍俘虜的60,000多名義大利戰俘。他們幾乎全部是在1942年12月蘇聯發動的「小土星行動」的中被俘的。根據蘇聯檔案，54,400名義大利戰俘活著到達蘇聯的戰俘營；其中44,315名戰俘（超過81%）在營內囚禁期間死亡，大部分在1943年冬季死亡。
根據俄羅斯的來源，在1942年至1954年間，49,000名義大利戰俘中有28,000人死亡。 